# کول کردن (دسترسی اینترنت)

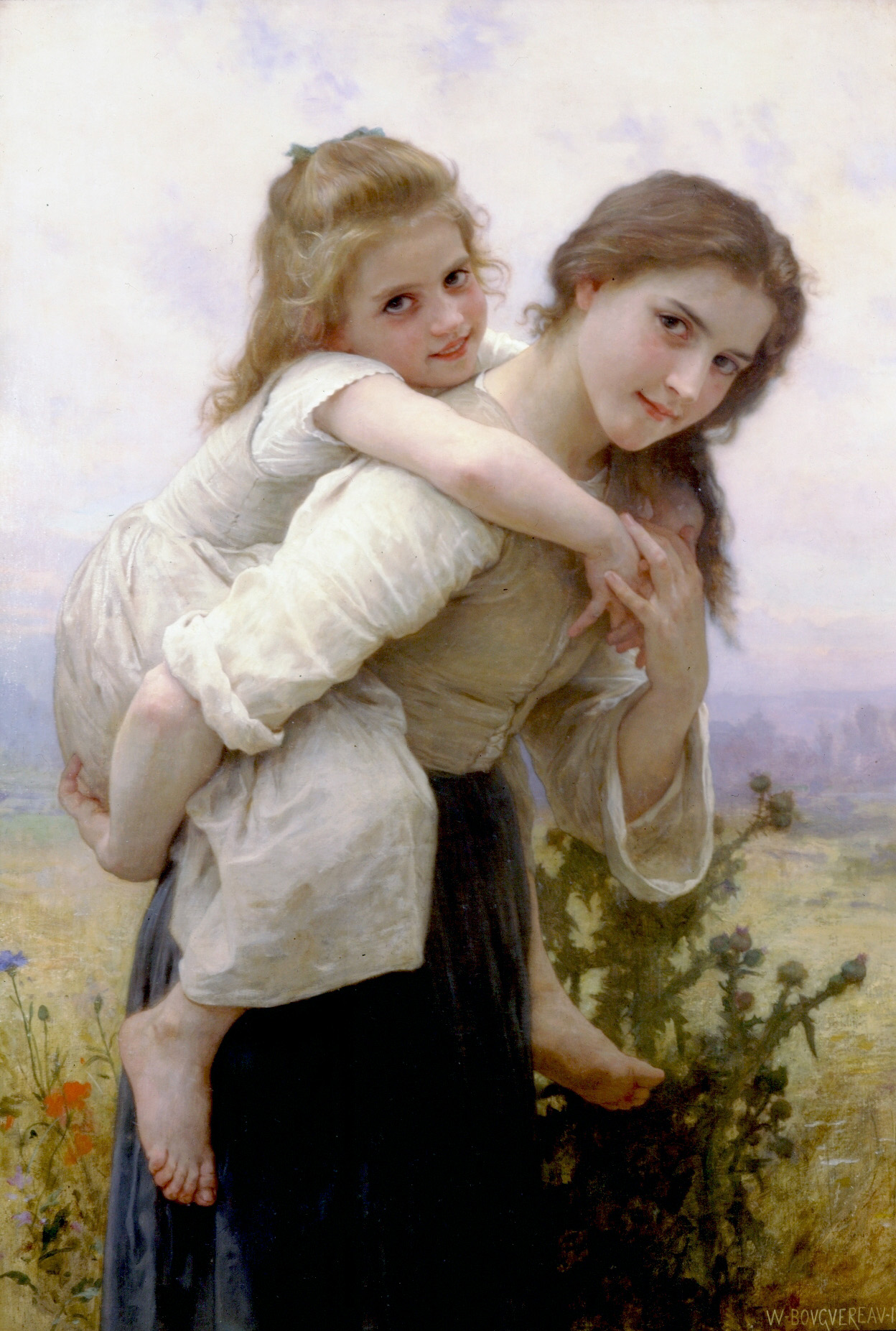
کول کردن

Piggybacking (کول کردن) کاری است که یک شخص یک اتصال اینترنت بی‌سیم بر روی سرویس دسترسی به اینترنت یک کاربر دیگر، بدون اجازه آن کاربر یا حتی اطلاع او، برقرار می‌کند. این یک عملی است که هم از نظر قانونی و هم اخلاقاُ بحث برانگیز است، به دلیل قوانینی که بر اساس حوزه قضایی در سراسر جهان متفاوت است. در حالی که در برخی مکان‌ها کاملاً غیرقانونی یا تنظیم شده است، در برخی دیگر مجاز است.

معمولاً مشتریان بنگاه‌های اقتصادی که خدمات نقطه اتصال ارائه می‌کند، مانند هتل یا کافه، به‌عنوان پیگی‌ بیک تلقی نمی‌شود، اگرچه افرادی وجود دارند که مشتری نمی‌باشند، مانند کسانی که خارج از محل هستند و به سادگی در دسترس هستند، ممکن است از پیگی بک استفاده بکنند. بسیاری از این مکان‌ها دسترسی به اینترنت بی‌سیم را به عنوان روشی بازاریابی برای جلب مردم به کار خود، انجام می‌دهند. 

## پیش زمینه
پیگی بکینگ در قرن ۲۱ به دلیل ظهور دسترسی اینترنت بی‌سیم و و نقاط دسترسی بی‌سیم یک عمل فراگیر شده است.
کاربران کام‍پیوتر که ارتباط خود را ندارند یا از شعاع دسترسی آن خارج‌اند، می‌توانند با واردرایوینگ(wardriving) یا در بعضی موارد با استفاده از خوش‌شانسی به ارتباطات دیگران دسترسی پیدا کنند.

کسانی که در نزدیکی هات‌اسپات دیگران حضور دارند، این امکان برایشان فراهم است که بتوانند با قابلیت پیگی‌ بک کردن به این ارتباطات دسترسی پیدا کنند. با توجه به اینکه این عمل با اجازه صاحبان آن ارتباط انجام نمی‌گیرد و همچنین کاربران این روش هیچ‌گونه پرداختی به این کسب و کارها ندارند، جنجال‌هایی را در پی خود داشته است. در بعضی موارد این افراد حتی محل سکونتشان در نزیکی این کسب‌ و کارها نیست و به نزدیکی آن محل با هدف سوءاستفاده از این سرویس‌ها می‌آیند. در موارد دیگر ساکنان آپارتمان‌ها که معمولا در شعاع وای-فای همسایه‌های خود هستند، می‌توانند با استفاده از پیگی بکینگ به اهداف خود برسند.

هات اسپات‌های وای-فای،‌ چه امن شده و نشده،‌ به صورت حدودی با استفاده از مختصات GPS ثبت شده‌اند. بعضی از سایت‌ها پایگاه‌داده‌هایی قابل جست‌ و جو یا نقشه‌ مکان‌های نقاط دسترسی که توسط کاربران درست شده است را ارائه می‌کنند. عمل پیدا کردن و نقشه‌برداری مکان‌های نقاط دسترسی توسط بسیاری از اپلیکیشن‌ها جمع‌سپاری شده‌اند.

این امکان وجود دارد که آنتن‌های برد بلند را با استفاده از جک آنتن خارجی به لپ‌تاپ متصل کرد. به وسیله این آنتن‌ها کاربر می‌تواند سیگنال را از فاصله چند کیلومتری دریافت کنند. از آنجایی که سیگنال‌های بی‌سیم ناامن در مناطق شهری شایع می‌باشند، دارندگان لپ‌تاپ به‌راحتی اتصالات باز را تقریباً در هر کجا می‌توانند پیدا کنند. جدا از اینکه آنتن های 2.4 و 5 گیگاهرتز به صورت گسترده در دسترس هستند و به راحتی از بسیاری از فروشندگان آنلاین قابل خرید می‌باشند، ساخت آنها نیز نسبتاً آسان است. لپ‌تاپ‌ها و تبلت‌هایی که فاقد جک آنتن خارجی هستند، می‌توانند به کارت‌های شبکه Wi-Fi خارجی تکیه کنند. بسیاری از آنها فقط به USB نیاز دارند که خود لپ‌تاپ می‌تواند به راحتی آن را از باتری خود تامین کند.

## دلایل
دلایل بسیاری وجود دارند که چرا کاربران اینترنت به عمل پیگی بکینگ بر روی شبکه‌ دیگران روی می‌آورند.
برای بعضی از کاربران هزینه سرویس‌ اینترنت یک فاکتور مهم می‌باشد. خیلی از کاربران کامپیوتر که توانایی پرداخت اشتراک‌های ماهانه به سرویس‌های ارائه دهنده اینترنت ندارند که به صورت پیوسته از اینترنت استفاده نمی‌کنند یا اینکه صرفا می‌خواهند پول خود را ذخیره کنند، به صورت معمول با استفاده از پیگی بک کردن بر روی اتصال همسایه‌ها یا یک کسب و کار نزدیک به هدف خود می‌رسند. در بعضی موارد نیز مکانی که این خدمات را ارائه می‌دهد بدون اینکه مشتری پولی باشند، می‌روند. در صورتی که آن کسب و کار به اندازه کافی بزرگ باشد، عملا متوجه این عمل نمی‌شوند. سایر استفاده کننده‌ها از پیگی بک مشترکین معمولی سرویس خود هستند، اما زمانی که می‌خواهند به اینترنت دسترسی داشته باشند از خانه دور هستند و یا با هزینه‌ای قابل قبول اتصال خود را در دسترس ندارند.
در موارد محدود از این روش به عنوان ابزاری برای پنهان کردن فعالیت های غیرقانونی مانند دانلود پورنوگرافی کودکان یا شرکت در سرقت هویت یا دیگر موارد غیرقانونی استفاده می‌شود. هر چند همان‌طور که گفته شد این موارد درصد کوچکی از دلایل استفاده از پیگی‌ بکینگ می‌باشد، به دلیل ماهیت به‌شدت پستی که دارند منجر به تبدیل شدن به دلیل اصلی مناقشه پیگی بک شده‌اند.
کاربران مختلف شبکه خود را به دلایل مختلف در خد معقولی شبکه‌های خود را امن نگه نمی‌دارند. یکی از اصلی‌ترین دلیل این کار این می‌باشد که کاربران عادی معمولا دانش فنی مورد نیاز برای انجام اقدام‌های امنیتی لازم را ندارند. کاربران همچنین ممکن است بخواهند دسترسی به اینترنت خود را با همسایگان یا عموم مردم به اشتراک بگذارند، در این مورد امن کردن شبکه تقریبا برای کاربران عادی غیرممکن خواهد شد. برخی از دستگاه های شبکه بی سیم نیز ممکن است از جدیدترین مکانیسم های امنیتی پشتیبانی نکنند و بنابراین کاربران باید این شبکه ناامن را رها کنند. به عنوان مثال، دستگاه‌های الکترونیکی مختلفی وجود دارند که  تنها با استفاده از استاندارد WEP، که توسط جامعه فنی به دلیل کمبود‌های امنیتی آن بی‌اعتبار شده است، می توانند به روترهای بی سیم دسترسی داشته باشند. همچنین با توجه به نادر بودن مواردی که میزبان‌ یک شبکه در قبال فعالیت‌های غیرقانونی Piggybackers مسئولیت قاونی داشته باشند، ممکن است از خطراتی که با ایمن نکردن شبکه‌شان همراه می‌شود، بی‌خبر باشند یا در کل نگران آن نباشند.
برخی از حوزه‌های قضایی قوانینی دارند که مشترکین ساکن را ملزم می‌کنند تا شبکه‌های خود را ایمن کنند (به عنوان مثال، در فرانسه قانون "سهل انگاری فاحش" تصویب شده است). حتی در مواردی که قانون الزامی ندارد، مالکان ممکن است به‌دلیل ترس از طبعات احتمالی از مستاجرین درخواست کنند که شبکه های خود را به عنوان شرط اجاره خود ایمن کنند.

## جلوگیری
صاحب هر اتصال بی سیم این توانایی را دارد که با استفاده از ابزارات امنیتی LAN بی سیم، جلوی دسترسی افرادی که با استفاده از پیگی‌ بک هدف سوءاستفاده از شبکه دارند را بگیرد. البته که همه مالکان این کار را انجام نمی دهند و صد البته که بعضی اقدامات امنیتی موثرتر از سایرین هستند. همانطور که در مبحث امنیت فیزیکی مطرح است، هر تصمیم گرفته شده در امنیت شبکه به مواردی مانند، ارزش چیزی که از آن محافظت می‌شود، احتمال اینکه شخصی یا اشخاصی سعی کنند به آن دسترسی غیرمجاز داشته باشند و مهم‌تر از بقیه هزینه‌ایی که مالک برای برقراری امنیت باید پرداخت کند. در مواردی هزینه سرسام‌آوری که محافظ کردن شبکه به همراه خود دارد، ارزش انجام آن را از نظر مالی ندارد. کاربری که صرفاً نگران دسترسی مردم عادی به شبکه خود است، طبعاً هزینه کمتری نسبت به کسی که نگران دزدی اسرار ارزشمند خود در برابر افراد باتجربه و اهل مطالعه است، پرداخت می‌کند. اپراتورهای شبکه که دانش فنی بیشتری از امنیت آن دارند می‌توانند از بین سیر متفاوتی از اقدامات امنیتی برای محدود کردن دسترسی به شبکه بی سیم خود، یک یا چندین مورد را انتخاب کنند، از جمله
- علاقه‌مندان، متخصصان کامپیوتر و دیگران می‌توانند محرمانگی معادل سیمی (WEP) را برای بسیاری از نقاط دسترسی بدون راه‌اندازی دست‌وپاگیر اعمال کنند، اما در عمل امنیت کمی را در برابر Piggybackers ارائه می‌دهد. از نظر رمزنگاری بسیار ضعیف است، بنابراین یک کلید دسترسی به راحتی می تواند شکسته شود. استفاده از آن اغلب به نفع سایر اقدامات امنیتی قوی‌تر منع می‌شود، اما بسیاری از کاربران احساس می‌کنند که هر اقدام امنیتی بهتر از هیچی است. در عمل، این ممکن است به سادگی این باشد که شبکه های غیر WEP نزدیک، اهداف قابل دسترس تری هستند. WEP گاهی اوقات به عنوان عامل کاهش سرعت ترافیک شبکه شناخته می شود به این معنا که پیاده سازی WEP باعث می‌شود بسته های اضافی در سراسر شبکه منتقل شوند. برخی ادعا می کنند که «محرمانگی معادل سیمی»نام اشتباهی است، اما به طور کلی مناسب است زیرا شبکه های سیمی نیز امنیت خاصی ندارند.
- دسترسی محافظت شده وای-فای (WPA) و همچنین WPA2 و EAP از WEP ایمن تر هستند. تا ماه مه 2013، 44.3 درصد از کل شبکه های بی سیم بررسی شده توسط WiGLE از WPA یا WPA2 استفاده می کردند.
- احراز هویت آدرس MAC در ترکیب با تنظیمات سرور DHCP اختیاری به کاربر این امکان را می دهد که یک لیست "آدرس MAC مجاز" را تنظیم کند. تحت این نوع امنیت، نقطه دسترسی فقط به رایانه هایی که آدرس MAC آنها در لیست است، یک آدرس IP می دهد. بنابراین، مدیر شبکه آدرس های MAC معتبر را از هر یک از مشتریان بالقوه در شبکه خود دریافت می کند. از معایب این روش می توان به تنظیمات اضافی اشاره کرد. این روش از استراق سمع ترافیک ارسال شده از طریق هوا جلوگیری نمی کند (هیچ رمزگذاری وجود ندارد). روش‌های شکست این نوع امنیت عبارتند از جعل آدرس MAC که به موجب آن ترافیک شبکه مشاهده می‌شود، MAC‌های معتبر جمع‌آوری می‌شوند و سپس برای دریافت اجاره‌نامه DHCP استفاده می‌شوند. همچنین اگر اطلاعات کافی در مورد شبکه (شاید از ترافیک مشاهده شده شبکه) شناخته شده باشد، اغلب می توان IP را برای رایانه به صورت دستی، بدون توجه به DHCP، تنظیک کرد.
- امنیت IP (IPsec) می تواند برای رمزگذاری ترافیک بین گره های شبکه و کاهش یا حذف مقدار اطلاعات متنی ساده که از طریق هوا منتقل می شود، استفاده شود. این روش امنیتی به نگرانی های مربوط به حریم خصوصی کاربران بی سیم می پردازد، زیرا مشاهده فعالیت های بی سیم آنها بسیار دشوارتر می‌شود. سختی راه اندازی IPsec به مارک استفاده شده دستگاه نقطه دسترسی مورد استفاده مربوط می‌شود. برخی از نقاط دسترسی ممکن است اصلاً IPsec را ارائه ندهند، در حالی که برخی دیگر ممکن است قبل از در دسترس بودن گزینه های IPsec به به روز رسانی سیستم عامل نیاز داشته باشند. روش‌های شکست دادن این نوع امنیت از نظر محاسباتی پیچیده هستند تا جایی که فقط با استفاده از سخت‌افزارهای مخصوص امکان‌پذیر هستند، یا برای به دست آوردن اطلاعات (کلیدها و غیره) زیرساخت IPsec به مهندسی اجتماعی متکی هستند.
- راه‌اندازی روش‌های VPN مانند حالت تونل IPSec یا OpenVPN ممکن است دشوار باشد، اما اغلب انعطاف‌پذیرترین و قابل گسترش‌ترین امنیت را ارائه می‌کنند و به همین دلیل برای شبکه‌های بزرگ‌تر با کاربران زیادی توصیه می‌شوند.
- از سیستم‌های تشخیص نفوذ بی‌سیم می‌توان برای تشخیص وجود نقاط دسترسی سرکش که شبکه را در معرض نقض‌های امنیتی قرار می‌دهند، استفاده کرد. چنین سیستم هایی به ویژه برای سازمان‌های بزرگ با تعداد زیادی کارمند استفاده می‌شود.
- Honeypot شامل راه اندازی یک سرور مخصوص در یک شبکه است تا ببیند چه کسی می آید و در نقطه دسترسی باز کاری انجام می‌دهد.

غیرفعال کردن پخش SSID در گذشته توسط متخصصان به عنوان یک اقدام امنیتی توصیه میشده است، اگرچه که تنها به صورت سطحی شبکه ها را پنهان می کند. آدرس‌های MAC روترها همچنان در این روش پخش می‌شوند و می‌توان با استفاده از ابزارهای ویژه آن را شناسایی کرد. اما بدتر از آن، دستگاهی که یک بار هم به یک SSID مخفی وصل بشود، درخواست‌های کاوشگر را برای این SSID به طور مداوم ارسال می‌کند و در برابر حمله Evil Twin آسیب‌پذیر است. پس بنا بر موارد گفته شده این عمل دیگر به عنوان یک اقدام امنیتی موثر،‌ شناخته نمی‌شود.